# 碟花开口箭
碟花开口箭（学名：Tupistra tui），又名碟花天口箭，为百合科开口箭属下的一个种，是中国的特有植物。分布于中国大陆的四川等地，生长于海拔1,000米至2,460米的地区，常生于灌丛中以及林中，目前尚未由人工引种栽培。

## 扩展阅读
- 維基物種上的相關：碟花开口箭